# Портрет Александра Ивановича Чернышёва
«Портрет Александра Ивановича Чернышёва» — картина Джорджа Доу и его мастерской из Военной галереи Зимнего дворца.
Картина представляет собой погрудный портрет генерал-лейтенанта Александра Ивановича Чернышёва из состава Военной галереи Зимнего дворца.
Во время Отечественной войны 1812 года полковник Чернышёв числился в Кавалергардском полку, был флигель-адъютантом и состоял сначала при императоре Александре I, а затем при М. И. Кутузове, по распоряжению которого был командирован в Дунайскую армию к адмиралу П. В. Чичагову для согласования действий армий между собой. В ноябре 1812 года произведён в генерал-майоры и назначен генерал-адъютантом, командовал отдельным кавалерийским отрядом, действовавшим на коммуникациях Великой армии в пределах Великого герцогства Варшавского. В кампании 1813 года отличился во множестве сражений в Польше и Германии. В 1814 году перешёл в пределы Франции и за отличие при штурме Суассона произведён в генерал-лейтенанты. Во время кампании Ста дней вновь совершил поход во Францию, захватил Шалон.
Изображён в генерал-адъютантском мундире, введённом в 1815 году, с вензелем императора Александра I на эполетах. Слева на груди генерал-адъютантский аксельбант; на шее кресты орденов Св. Анны 1-й степени с алмазами и Св. Георгия 3-го класса; по борту мундира кресты баварского Военного ордена Максимилиана Иосифа 2-й степени, нидерландского Военного ордена Вильгельма, ордена Св. Владимира 2-й степени, прусского ордена Красного орла 2-й степени и сардинского ордена Св. Маврикия и Лазаря; справа на груди серебряная медаль «В память Отечественной войны 1812 года» на Андреевской ленте, бронзовая дворянская медаль «В память Отечественной войны 1812 года» на Владимирской ленте, кресты австрийского Военного ордена Марии Терезии 3-й степени, французского ордена Св. Людовика и шведского Военного ордена Меча 4-й степени, звёзды орденов Св. Александра Невского и Св. Владимира 2-й степени. Подпись на раме: А. И. Чернышевъ, Генералъ Лейтенантъ.
Несмотря на то, что 7 августа 1820 года Комитетом Главного штаба по аттестации Чернышёв был включён в список «генералов, которых служба не принадлежит до рассмотрения Комитета», фактическое решение о написании его портрета состоялось гораздо раньше, поскольку уже 17 ноября 1819 года Доу был выплачен аванс за эту работу. Оставшуюся часть гонорара он получил 12 ноября 1820 года. Портрет принят в Эрмитаж 7 сентября 1825 год. Фактически портрет был написан после 25 июля 1820 года, когда Чернышёв был награждён орденом Св. Александра Невского, но ранее 21 апреля 1823 года, когда Чернышёву были пожалованы алмазные знаки этого ордена, отсутствующие на портрете.
В 1823 году в Лондоне фирмой Colnaghi Son & C° по заказу петербургского книготорговца С. Флорана была сделана гравюра Т. Райта с указанием даты 1 мая 1823 года. Д. А. Ровинский ошибочно считал, что оригинал Доу находился в Фельдмаршальском зале Зимнего дворца, а не в Военной галерее. Отпечаток этой гравюры имеется в собрании Бородинского музея-заповедника (бумага, гравюра на стали, 52,5 × 38,3 см, инвентарный № Г-272).
В собрании Государственного Эрмитажа находится портрет А. И. Чернышёва работы австрийского художника Ф. И. Г. Лидера, датируемый 1822 годом (бумага, акварель, гуашь, 20,6 × 16 см, инвентарный № ОРм-2320). Этот портрет некогда принадлежал великому князю Николаю Михайловичу и был им опубликован в издании «Русские портреты XVIII и XIX столетий»; с 1924 года находится в собрании Эрмитажа. Хранитель британской живописи в Эрмитаже Е. П. Ренне считает, что работа Лидера имеет очень много общего с портретом работы Доу.

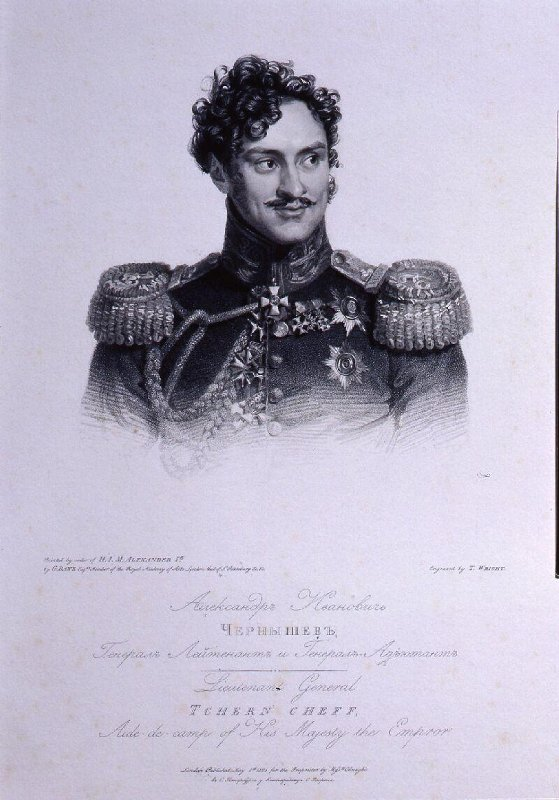
Гравюра работы Т. Райта
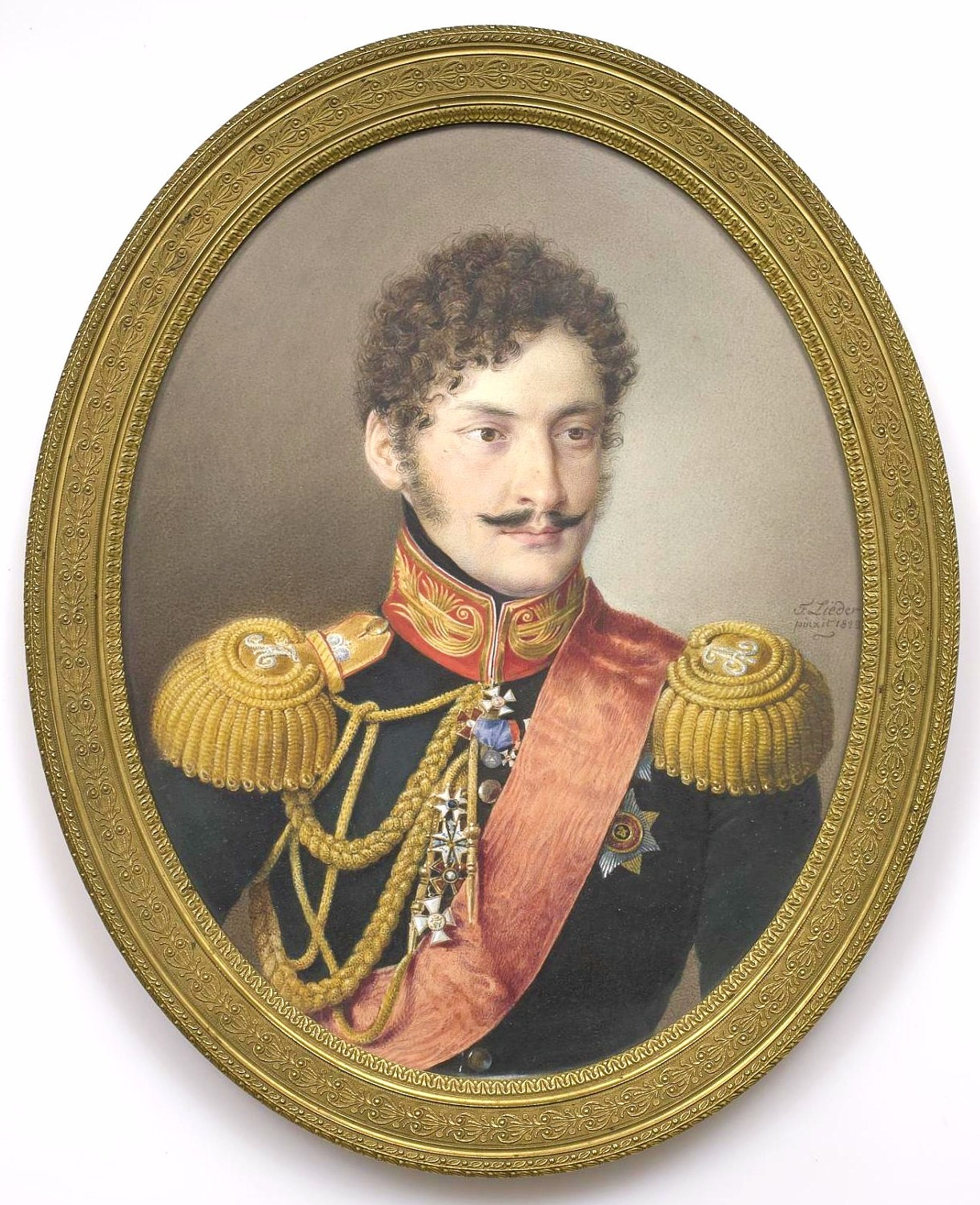
Акварель работы Ф. Лидера